# Cupedora broughami
Cupedora broughami é uma espécie de gastrópode  da família Camaenidae.
É endémica da Austrália.